# Edda de Snorri
Pour un article plus général, voir Eddas.
L'Edda de Snorri (en vieux norrois : Snorra Edda), ou plus simplement l'Edda, également connue sous les noms d’Edda en prose et de Jeune Edda, est un texte littéraire en vieil islandais rédigé à partir de 1220 par Snorri Sturluson. Si l’Edda se veut d’abord un manuel de poésie scandinave traditionnelle (la poésie scaldique), c’est aussi et surtout une présentation complète et organisée de la mythologie nordique, qui en fait l’un des chefs-d’œuvre de la littérature médiévale (et plus spécifiquement de la littérature norroise) et un classique de la littérature islandaise.
L’Edda a joué un rôle majeur dans la redécouverte de la mythologie germanique au XVIIIe siècle et elle a servi de base, au siècle suivant, aux premiers travaux de recherche sur le sujet. Elle constitue en effet la principale source de notre connaissance de la mythologie nordique, sans laquelle de nombreux autres témoignages resteraient incompréhensibles. Composée plus de deux siècles après la fin du paganisme en Islande, marquée par la culture chrétienne et la créativité littéraire de son auteur, elle doit toutefois être maniée avec prudence, la fiabilité de son témoignage étant depuis plusieurs décennies l’objet d’un débat entre chercheurs.

## Attribution de l’Eddaà Snorri Sturluson
Snorri Sturluson est né en 1179 en Islande. Membre de la puissante famille des Sturlungar, il est élevé à Oddi, alors l’un des principaux centres culturels islandais. Grâce à des alliances, il acquiert une fortune et un rôle politique croissants. De 1215 à 1219, il est titulaire de la plus haute fonction en Islande, celle de lögsögumad (président de l’Althing). En 1218, il est invité à la cour de Norvège par le jeune roi Hákon IV. Il y passe deux ans, aux côtés du roi et de son oncle, le jarl Skuli, alors régent. Snorri s’engage à favoriser les visées norvégiennes sur l’Islande. À son retour, ce projet lui vaut de nombreux ennemis et, après son échec, sa disgrâce auprès du roi. L’Islande entre alors dans une période d’exacerbation des rivalités entre les principaux clans de l’île. Snorri en est la victime en 1241, assassiné sur ordre du roi Hákon.
L'attribution de l’Edda à Snorri est depuis longtemps établie par plusieurs sources convergentes. Le Codex Upsaliensis en particulier commence par les phrases suivantes : « Ce livre s'appelle Edda. Snorri Sturluson l'a compilé de la façon dont il est arrangé ici. ».

## Étymologie
L'étymologie d'« Edda » reste incertaine, aucune des nombreuses hypothèses avancées jusqu'ici n'ayant réuni de consensus.
Certains soutiennent que ce mot dérive du nom d'Oddi, ville du sud de l'Islande où Snorri a été élevé. Edda signifierait donc « livre d'Oddi ». Cette hypothèse est toutefois généralement rejetée. Anthony Faulkes, auteur d'une édition et d'une traduction en anglais de l'Edda, l'a ainsi jugée « improbable, à la fois sur le plan linguistique et historique », puisque, s'agissant de cette dernière raison, Snorri ne vivait plus à Oddi lorsqu'il a composé son œuvre.
Un autre rapprochement a été effectué avec le mot ódr, qui veut dire « poésie, inspiration » en vieux norrois. Tout comme Oddi, cette hypothèse se heurte à des difficultés linguistiques.
Edda signifie aussi « arrière-grand-mère » : le mot est employé par Snorri lui-même dans ce sens dans le Skáldskaparmál (68)[Quoi ?]. C'est, avec la même signification, le nom d'un personnage de la Rígsthula (2)[Quoi ?] et d'autres textes médiévaux. Cette hypothèse a séduit François-Xavier Dillmann, auteur d'une traduction en français de l'Edda, pour qui « il [...] paraît probable que ce nom de personne fut choisi comme titre de l'œuvre en raison du fait que celle-ci constituait un recueil d'antiques savoirs  » ou, selon l'expression de Régis Boyer, l’« aïeule de tout savoir sacré ».
Une dernière hypothèse fait dériver edda du latin edo, qui signifie « je compose ». Elle s'appuie sur le fait que le mot kredda (signifiant « croyance ») est attesté et dérive du latin credo, « je crois ». Vraisemblablement latiniste, Snorri aurait donc pu inventer le mot. Edda pourrait dans ce cas être traduit par « Art poétique ». C'est du reste avec cette signification que le mot a ensuite été employé au Moyen Âge.
Si l’Edda de Snorri est aussi désignée sous les noms d’Edda en prose ou de Jeune Edda, c'est que le nom d’Edda a également été donné par l'évêque Brynjólfur Sveinsson au recueil de poèmes contenus dans le Codex Regius, dont plusieurs sont cités par Snorri. Brynjólfur ayant cru - à tort - qu'ils avaient été collectés par Sæmund le Savant (avant donc la rédaction de l’Edda de Snorri), l’Edda poétique est aussi connue sous les noms d’Ancienne Edda ou d'Edda de Sæmund.

## Les quatre parties de l'Edda
Il est généralement admis que c'est le Háttatal qui a été composé le premier, lorsque Snorri revint de son séjour à la cour de Hákon. Il aurait ensuite ressenti la nécessité d'expliquer cet autre aspect essentiel de la poésie scaldique que sont les heiti et les kenningar et rédigé le Skáldskaparmál. Enfin, le contenu fréquemment mythologique des kenningar l'aurait convaincu de la nécessité d'écrire une présentation d'ensemble de la mythologie nordique : la Gylfaginning.

### Prologue
Le Prologue de l'Edda, dont l'attribution à Snorri est contestée, présente les dieux d'une façon évhémériste dans un cadre d'inspiration chrétienne et classique.
Le Prologue débute par une explication du paganisme d'un point de vue chrétien. Il évoque d'abord plusieurs épisodes de la Genèse : la création par Dieu du ciel et de la terre, l'apparition d'Adam et Ève, le déluge et l'arche de Noé. Mais les hommes cessèrent d'obéir aux commandements divins et oublièrent jusqu'au nom de Dieu. Toutefois, l'observation des forces naturelles les amena à vouer un culte à la terre, puis à déduire l'existence d'un être créateur.
L'un des rois qui régnaient à Troie, se nommait Múnón ou Mennón. Il avait épousé une fille du roi Priam et eut d'elle un fils nommé  Trór, « que nous appelons Thor ». Il fut élevé en Thrace par Lóríkus. Il était beau et fort et, quand il eut douze ans, il tua son père adoptif et s'empara de son royaume. Puis, il voyagea et vainquit des berserkir et des géants, un dragon et d'autres bêtes sauvages. Il épousa une prophétesse nommée Síbíl, « que nous appelons Sif ». Au-delà de la référence à Troie, l’influence classique est révélée par le parallèle que Heinz Klingenberg a tracé entre Trór  / Thor et le héros troyen Énée, plusieurs traits du personnages de Trór et de nombreux épisodes de sa vie apparaissant démarqués de l’Énéide de Virgile notamment.
Dix-huit générations plus tard naquit Vóden, « que nous appelons Odin », homme d'une grande sagesse et possédant de nombreux dons. Son épouse se nommait Frígídá, « que nous appelons Frigg ». Odin, qui avait le don de voyance, apprit qu'il devait se rendre dans le nord. Aussi quitta-t-il la Turquie avec une suite nombreuse. Supérieurs en beauté et en sagesse aux autres hommes, les Ases (ainsi nommés car ils venaient d'Asie) furent bientôt considérés comme des dieux car, en chaque endroit où ils séjournaient, la paix et la prospérité les accompagnaient. Odin établit ses fils à la tête des contrées traversés : trois d'entre eux se partagèrent la Saxe (parmi leurs descendants figurent notamment Baldr et Fródi, mais aussi Rerir, l'ancêtre des Völsungar) ; Skjöld, dont sont issus les Skjöldungar, gouverna le Danemark ; Yngvi, ancêtre des Ynglingar, régna en Suède, où Odin fonda sa capitale après que le roi Gylfi lui eut offert le pouvoir ; Sæming enfin dirigea la Norvège.

### LaGylfaginning

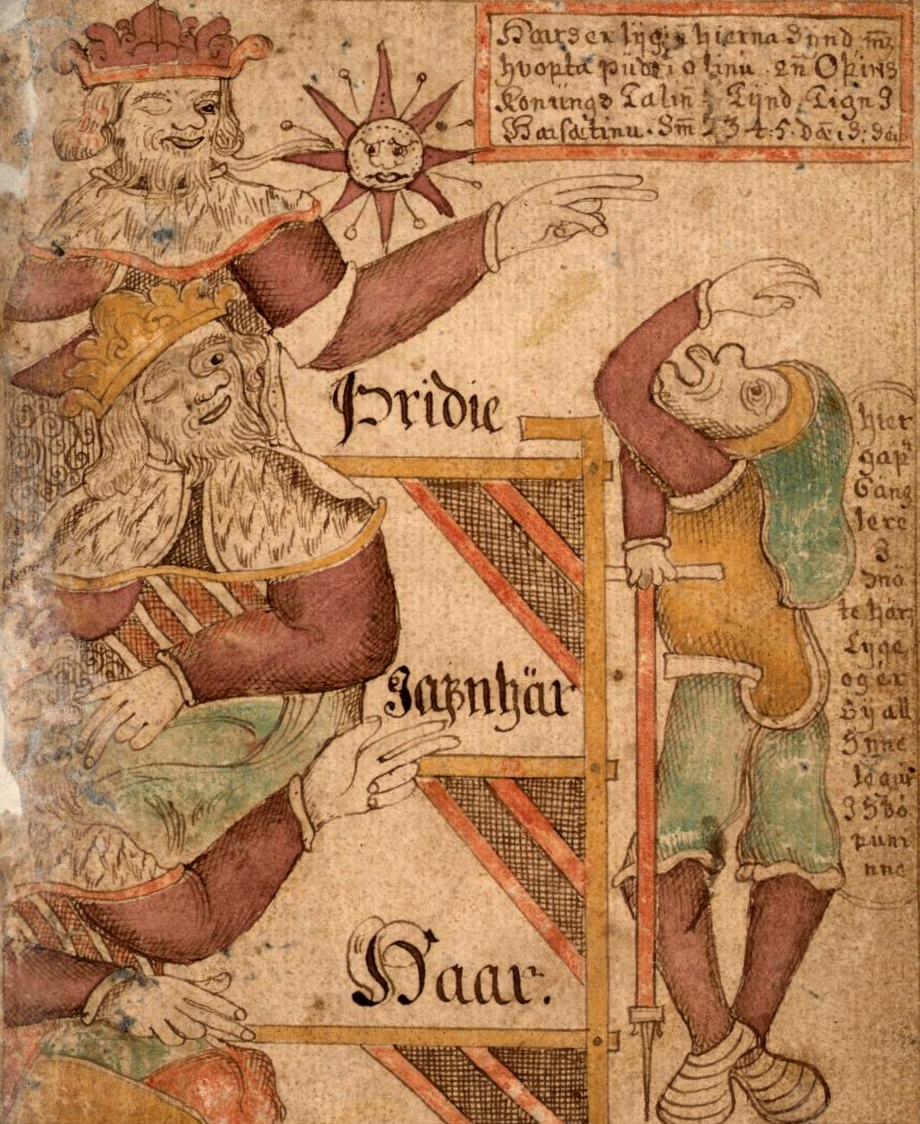
Gylfi et ses trois interlocuteurs.
Manuscrit SÁM 66 (Islande, 1765-1766), Reykjavik, Institut Árni-Magnússon.

La Gylfaginning (« Mystification de Gylfi » en vieux norrois) prend la forme d’un dialogue entre le roi Gylfi et trois personnages régnant sur Ásgard. Leur entretien sert de cadre à une présentation cohérente de la mythologie nordique.
Le roi Gylfi régnait en Suède. Il offrit un jour à une vagabonde qui l’avait distrait une partie  de son royaume, aussi grande que ce que quatre bœufs pourraient labourer en un jour et une nuit. Mais cette vagabonde était une Ase, Gefjon. Les bêtes de trait qu'elle employa étaient en réalité les enfants qu’elle avait eus avec un géant. Elles labourèrent si bien le sol qu’une portion de territoire se détacha, formant l’île de Seeland. Surpris du pouvoir des Ases, Gylfi se demanda s’il ne provenait pas des dieux qu’ils révéraient. Aussi se mit-il en route pour Ásgard. Quand il arriva, il découvrit une halle gigantesque, la Valhöll. Il fut introduit auprès des maîtres des lieux : Haut, Également-Haut et Troisième. Gylfi les interrogea alors sur leurs dieux. Au terme de ce questionnement, Gylfi entendit un grand bruit. Lorsqu’il regarda autour de lui, la halle avait disparu : il avait été le jouet d’une illusion.
En réponse aux interrogations de Gylfi, ses hôtes racontent d’abord l’origine du monde, la naissance des premiers dieux et l’apparition de l’homme. Il est ensuite question du frêne Yggdrasil, ce qui permet d’évoquer notamment la source de Mímir et les Nornes. Vient ensuite une présentation successive des différents dieux, d’Odin à Loki, dont les trois enfants monstrueux (Fenrir, le serpent de Midgard et Hel) sont présentés. Les déesses et les Valkyries sont aussi évoquées. La Valhöll est ensuite décrite, puis les Einherjar. Sont également racontées l’origine du cheval Sleipnir et donc la construction d’Ásgard. Gylfi demande alors à ses interlocuteurs si Thor a jamais rencontré plus fort que lui. Ceux-ci, réticents, sont toutefois contraints de raconter son voyage chez Útgardaloki. Il est ensuite question de la revanche de Thor sur le serpent de Midgard lors de son voyage chez Hymir. Ce sont ensuite la mort de Baldr et le châtiment de Loki qui sont racontés. Survient alors le récit du Crépuscule des dieux, et enfin l’évocation de la naissance d’un monde nouveau.

### LeSkáldskaparmál

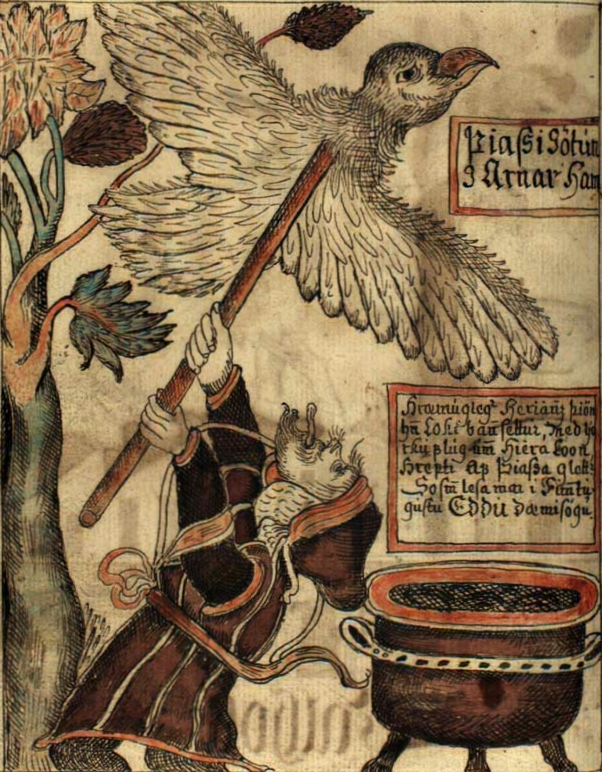
Thjazi et Loki. Début du mythe de l'enlèvement d'Idun, rapporté par le Skáldskaparmál.
Manuscrit NKS 1867 4to (Islande, 1760), Copenhague, Bibliothèque royale.

Dans le Skáldskaparmál (« Dits sur la poésie »), des listes de kenningar et de heiti sont l'occasion de rapporter de nombreux récits mythologiques et héroïques et de citer plusieurs poèmes scaldiques.
Le Skáldskaparmál a pour cadre un somptueux banquet donné par les Ases en l'honneur d'Ægir, ici présenté comme un magicien venu de l'île de Hlésey. Lors du repas, Bragi, le dieu de la poésie, fournit à son voisin de table de longues listes de heiti et de kenningar, et lui raconte de nombreuses histoires permettant d’en expliquer l’origine.
Certaines de ces histoires appartiennent à la mythologie : l'enlèvement d'Idun par Thjazi, et comment Skadi se choisit Njörd pour époux, l’origine et le vol de l'hydromel poétique, les combats de Thor contre les géants Hrungnir et Geirröd ou encore la fabrication des objets précieux des dieux. D’autres sont relatives à des héros ou à des rois légendaires : Snorri résume ainsi toute l’histoire de Sigurd et des Völsungar. Il évoque aussi les rois Fródi et Hrólf Kraki, ainsi que la Hjadningavíg.
Les kenningar qui figurent dans le Skáldskaparmál sont empruntées à d’anciens scaldes. Parfois, Snorri ne se contente pas de citer une kenning, mais rapporte aussi de longs extraits de poèmes permettant de l'expliquer : la Haustlöng de Thjódólf des Hvínir, la Thórsdrápa d'Eilíf Godrúnarson et la Ragnarsdrápa de Bragi Boddason sont ainsi reproduites. Est également intégré au Skáldskaparmál un poème considéré comme faisant partie de l'Edda poétique bien qu'il ne figure pas dans le Codex Regius : le Gróttasöngr. Le Skáldskaparmál comprend aussi des listes de heiti. Sa dernière partie se présente sous forme de thulur (listes de noms et heiti versifiées et utilisant des moyens mnémotechniques) : sont ainsi présentées les différentes manières de désigner les dieux, les géants, les hommes et les femmes, la bataille et les armes, et enfin les éléments naturels.

### LeHáttatal

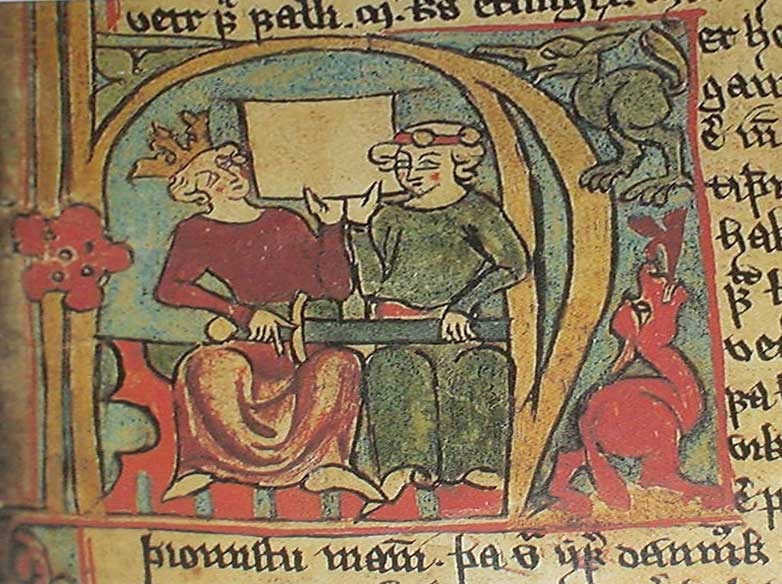
Le roi Hákon et son fils Magnús.
Flateyjarbók, Reykjavik, Institut Árni-Magnússon.

Le Háttatal (« Dénombrement des mètres ») est d'abord un poème de louange en l'honneur du roi Hákon et du jarl Skuli. Conventionnel sur le fond - il loue la gloire, le courage et la générosité des deux hommes - il se distingue en revanche par sa forme : ses 102 strophes illustrent les cent mètres différents qui peuvent être utilisés par les scaldes. Chacune est accompagnée d'un commentaire stylistique, ce qui fait de cette partie de l’Edda un manuel de métrique scaldique.

## Modèles
Les trois principales parties de l’Edda prennent la forme de dialogues didactiques. L'origine de cette présentation est à rechercher tant du côté de manuels médiévaux en latin comme l’Elucidarius (traduit en vieux norrois au XIIe siècle) que de poèmes eddiques tel que, particulièrement, le Vafthrúdnismál qui, tout comme la Gylfaginning, se présente comme un concours de sagesse dont le vaincu ne sortira pas vivant.

## Sources

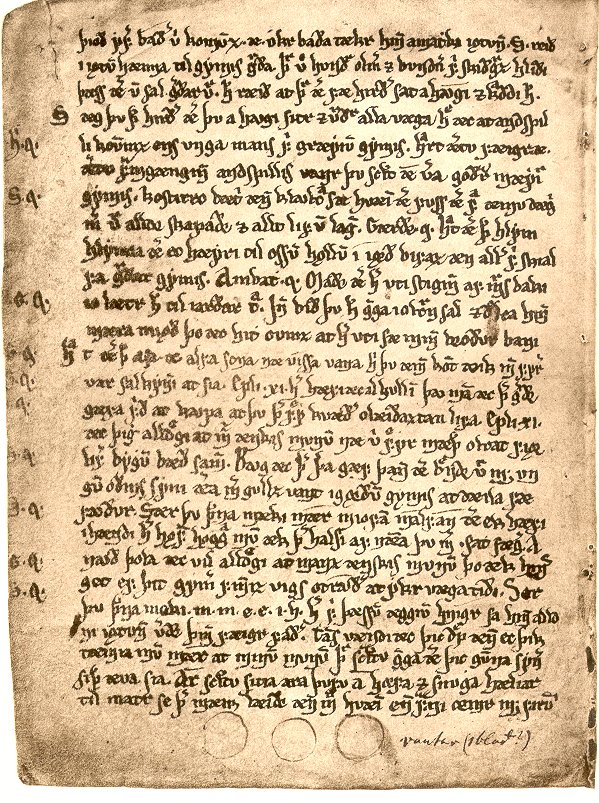
Le Skírnismál, l'un des poèmes eddiques connus de Snorri.
Manuscrit AM 748 I 4to.

Orales et écrites, recueillies en Islande et en Norvège, les sources de Snorri sont nombreuses. Oddi, où il a été élevé, est l'un des principaux centres culturels de l'île. Il est d'autre part probable que Snorri ait recueilli des matériaux mythologiques lors de son séjour en Norvège.
Snorri bénéficiait d'une excellente connaissance du vaste corpus poétique rédigé en langue norroise. Il fait fréquemment mention de ses sources à l'appui de ses dires : poèmes eddiques principalement dans la Gylfaginning (particulièrement la Völuspá, le Grímnismál et le Vafthrúdnismál), poèmes scaldiques dans le Skáldskaparmál. En plus des poèmes eddiques figurant dans le Codex Regius, il est vraisemblable que Snorri ait connu d'autres poèmes analogues qui ne nous sont pas parvenus : en plus des deux poèmes qu'il cite intégralement (le Gróttasöngr et la Völuspá hin skamma), certains chercheurs ont repéré la trace d'au moins six autres poèmes ayant servi de source pour la Gylfaginning.

## Objectifs de Snorri

### Préserver une tradition poétique en voie de disparition
À l'époque de Snorri, la poésie orale, genre littéraire traditionnel à l'ère Viking (et même à des époques plus reculées) est en voie de disparition Il est vrai que cette poésie orale, connue sous le nom de poésie scaldique (du nom des scaldes, poètes attachés à la cour d'un haut personnage), est d'une grande complexité formelle.
La conversion de l'Islande au christianisme (999) a surtout provoqué de profonds bouleversements culturels. L'Église apporte en effet avec elle l'écriture (les Islandais ne connaissait jusqu'alors que les runes, alphabet peu propre à la rédaction de longs textes), et de nouvelles traditions littéraires. Régis Boyer a montré qu'associée à une tradition littéraire déjà fortement ancrée en Islande, l'influence de l'Église, qui met l'accent sur l'importance de l'histoire et introduit un genre littéraire nouveau, les vies de saints (vitæ), a abouti à la naissance, à la fin du XIIe siècle, de ce genre nouveau qu'est la saga. D'autre part, l'Islande subit également à l'époque de Snori l'influence de nouvelles formes littéraires venues de l'étranger : roman courtois, roman de chevalerie, ballade...
Anthony Faulkes a donc suggéré qu’« il [était] probable que Snorri Sturluson, en aristocrate traditionnel, ait prévu et regretté que la poésie traditionnelle des scaldes soit vouée à être supplantée » par ces nouveaux genres, et qu'il ait donc écrit l’Edda pour préserver la poésie scaldique.

### Préserver la mythologie nordique
En plus de la maîtrise d'une métrique extrêmement complexe, la poésie scaldique suppose aussi d'excellentes connaissances des mythes et légendes. Elle exige en effet l'emploi de heiti (synonymes) et de kenningar (périphrases) dont les termes se  réfèrent très souvent aux mythes ou aux légendes nordiques. Des kenningar désignant l'or telles que « chevelure de Sif », « tribut de la loutre », « farine de Fródi » ou « semence de Kraki » supposent de connaître les mythes et légendes auxquels ils se réfèrent, au risque pour le jeune scalde de s'y perdre et d'employer de façon erronée des kenningar telles que « farine de Kraki » ou « semence de Fródi ».
Au-delà de cet intérêt pratique, la préservation des mythes et légendes nordiques entreprise par Snorri dans la Gylfaginning et le  Skáldskaparmál témoigne sans doute de la « profonde inclination pour la mythologie ancestrale » (F.-X. Dillmann) de celui qui avait donné le nom de Valhöll à son campement sur la plaine de Þingvellir.
Snorri n'en était pas moins chrétien. Le prologue de la Gylfaginning indique que les « dieux » sont en réalité des hommes pris pour tels par des peuples ayant perdu la foi, et l'épilogue contient une mise en garde explicite : « Les chrétiens ne doivent pas croire aux dieux païens, ni à la vérité de ce récit. »

## Réception de l'œuvre

### Au Moyen Âge
À la fin du XIIIe siècle, la poésie scaldique avait disparu. Toutefois, « l’Edda de Snorri a exercé une influence considérable sur la poésie islandaise de son temps et longtemps après». Le Skáldskaparmál a notamment servi de référence aux compositeurs de rímur, genre poétique nouveau apparu en Islande à la fin du XIVe siècle qui reprend certains des traits caractéristiques de la poésie scaldique : nombreux types de strophes, accentuation, allitération.

### À l'époque contemporaine
« Les récits dans la Gylfaginning sont habilement racontés et extrêmement divertissants, avec parfois des touches d'humour subtil et d'ironie. La structure d'ensemble de l'œuvre révèle aussi un talent artistique de premier ordre. »

Ces propos d'Anthony Faulkes reflètent l'opinion de tous les commentateurs de l’Edda. Ces qualités en font une œuvre toujours populaire, lue de nos jours encore dans les écoles islandaises.
Mais l’Edda tient surtout sa notoriété de son statut de principale source de la mythologie nordique. C'est sa redécouverte hors du monde scandinave au XVIIIe siècle qui a donné naissance à un vaste intérêt pour le sujet. Elle est due aux Monuments de la mythologie et de la poesie des Celtes, et particulierement des anciens Scandinaves du Suisse Paul-Henri Mallet, dont l'une des composantes est une traduction de la Gylfaginning. Traduite en allemand (1765-1769) puis en anglais par l'évêque Thomas Percy en 1770 sous le titre Northern Antiquities, cet ouvrage est à l'origine de l'intérêt pour la mythologie germanique.
Avec la Saga de Njáll le Brûlé, l’Edda de Snorri est l'œuvre scandinave médiévale la plus traduite dans le monde. Au cours des trente dernières années, l'un ou l'autre de ces textes a fait l'objet d'une traduction en chinois, en tchèque, en néerlandais, en géorgien, en allemand, en anglais, en féroïen, en finnois, en français, en hongrois, en italien, en japonais, en letton, en norvégien, en polonais, en roumain, en russe, en serbo-croate, en slovène et en espagnol.

## La valeur documentaire de l’Edda

### Critique

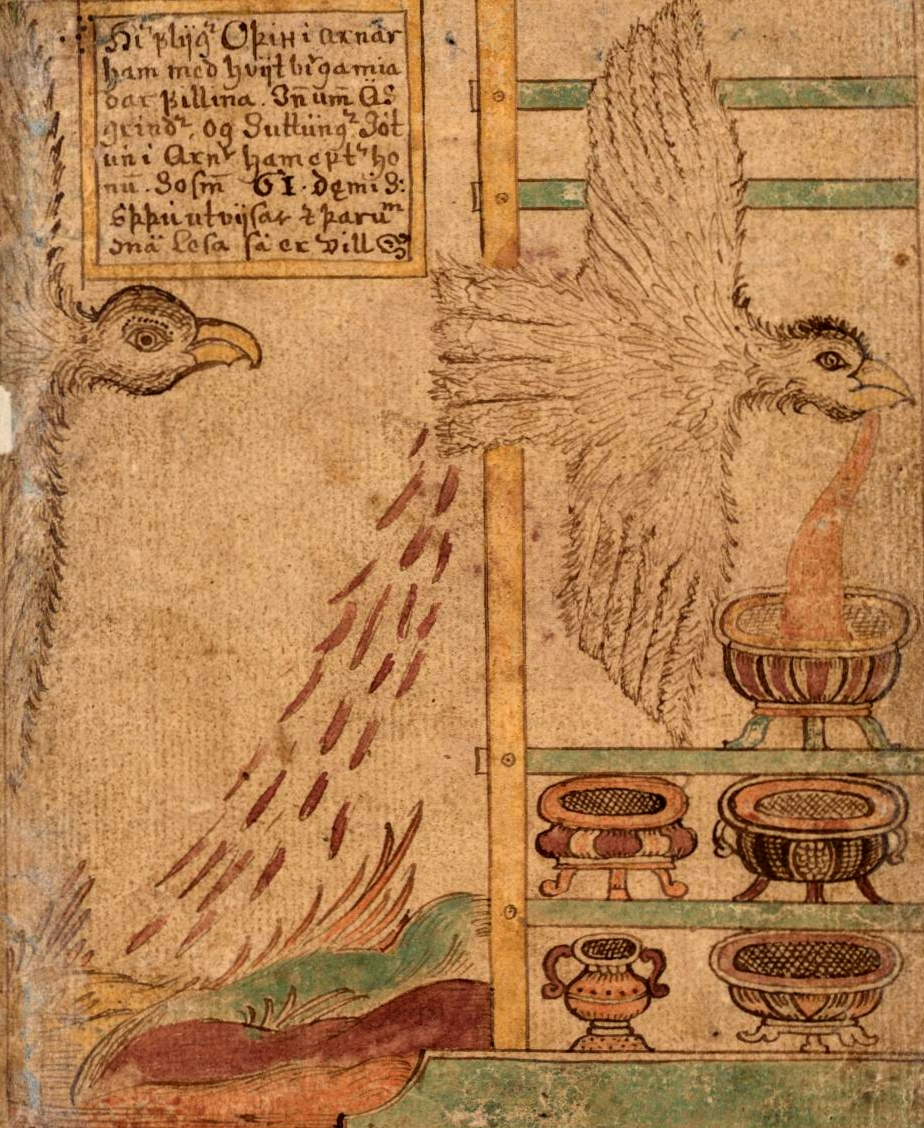
Le vol de l'hydromel poétique, récit considéré par Eugen Mogk comme une invention de Snorri.
Manuscrit de l’Edda SÁM 66.

La valeur de l'Edda en tant que source permettant de connaître et d'étudier la mythologie nordique a été contestée dès la fin du XIXe siècle, notamment par Viktor Rydberg. Mais la critique la plus vive est venue, au début du XXe siècle, du scandinaviste allemand Eugen Mogk.
Selon Mogk, les récits de Snorri ne sont que des « contes mythologiques » (« mythologischen Novellen »). Cette thèse repose d'abord sur le fait que Snorri écrit plus de deux siècles après la conversion de l'Islande au christianisme (elle date de l'an 1000). Depuis, le pays a été ouvert aux influences étrangères (Angleterre, Irlande, France, Allemagne...) : les premiers évêques de l'Islande et de nombreux clercs sont venus de l'étranger, tandis que plusieurs érudits islandais y ont séjourné (c'est le cas par exemple de Sæmund le savant). Les écoles qui se sont ouvertes en Islande (notamment à Oddi, lieu où Snorri a effectué sa formation intellectuelle) dispensaient un enseignement fondé sur des ouvrages chrétiens et latins.  Le souvenir du paganisme était donc largement effacé au moment où Snorri écrivit. De plus, Mogk a soutenu qu'il ne disposait pas de beaucoup plus de sources que celles disponibles aujourd'hui.
Ses récits s'appuient donc sur des sources restreintes que, surtout, il n'était pas en mesure de comprendre, d'où de multiples interprétations fautives. À l'appui de sa thèse, Mogk a tenté de démonter la mécanique de création de plusieurs mythes racontés par Snorri. C'est le cas par exemple de celui de l'hydromel poétique, qui serait construit sur une mauvaise interprétation de la kenning « kvasis dreyri », qui figure dans un poème scaldique du Xe siècle (Vellekla d'Einarr skálaglamm). Snorri l'a comprise comme signifiant « sang de Kvasir » (« Kvasis blóð », dans le Skáldskaparmál (3)). Mogk propose une tout autre traduction : selon lui, kvasir est un nom commun désignant une boisson (à mettre en rapport avec le kvas slave), tandis que dreyri serait à prendre dans le sens plus général, et également attesté, de « liquide ». Dès lors, « kvasis dreyri » signifierait donc « liquide de kvasir », donc « kvasir » (de la même façon que Fenrisúlfr, « loup de Fenrir », désigne Fenrir). Le double faux-sens serait à l'origine de l'invention d'une histoire qui n'est autrement pas attestée.

### «Réhabilitation»
Une fois admis que Snorri avait accès à des sources nombreuses, restait la question de la façon dont il les a interprétées. À cet égard, les travaux de Georges Dumézil, qui s'est efforcé de démontrer que l'écrivain islandais n'était pas ce « récidiviste du trucage » qu'Eugen Mogk et les partisans d'une méthode qu'il qualifie d'hypercritique ont cru démasquer, a contribué à la « réhabilitation de Snorri ». Son approche comparatiste a en effet permis d'établir l'authenticité d'un certain nombre de mythes rapportés dans l’Edda (et dont la valeur avait été contestée par Mogk), en établissant des correspondances avec des mythes appartenant à d'autres religions indo-européennes. C'est ainsi que, pour Kvasir, il a dressé un parallèle avec un épisode du Mahābhārata (III, 124). Le meurtre de Kvasir et la répartition de son sang dans trois récipients, qui intervient au terme d’un conflit entre les dieux, trouve leur équivalent dans le démembrement du démon Mada, dont le nom signifie « Ivresse », qui se produit à la suite d’un conflit de nature structurellement identique.

### Nuances
Si l'intérêt de l'œuvre de Snorri n'est pas contesté, les jugements sur la valeur documentaire de l’Edda sont aujourd'hui nuancés.
Né dans un pays converti depuis plusieurs générations, ayant reçu une éducation chrétienne, il était inévitable que la vision qu'avait Snorri du paganisme nordique ait été influencée par sa culture chrétienne. De fait, l'influence chrétienne est manifeste en certains passages de l'Edda : c'est le cas, évidemment, du prologue et de l'épilogue de la Gylfaginning. C'est le cas aussi, comme l'avait déjà remarqué Jacob Grimm, de la distinction entre elfes lumineux et elfes sombres, qui évoque fortement l'opposition entre anges et démons. De même, la description du royaume de Hel doit davantage aux représentations de l’Enfer chrétien qu’à une conception germanique traditionnelle.
D'autre part, Snorri est d'abord un écrivain, avec ce que cela implique de créativité. H. R. Ellis Davidson l'a souligné, soutenant que « dans l’ensemble, Snorri nous a donné une image fidèle de mythologie païenne, telle qu’il l’a trouvée chez les poètes », avec ces réserves que les poèmes qui ont servi de sources à Snorri ont eux-mêmes subi une influence chrétienne, et que Snorri « était surtout tout un artiste littéraire, et non un anthropologue ou un historien des religions ».

## Manuscrits et éditions de référence
Huit manuscrits de l'Edda de Snorri nous sont parvenus  tous composés entre le XIVe siècle et le XVe siècle. Aucun n'est complet, et chacun présente des variantes.
Les quatre manuscrits complets sont:
- Manuscrit U - Le Codex Upsaliensis (cote DG 11), composé dans le premier quart du XIVe siècle, est le plus ancien manuscrit conservé de l' Edda de Snorri. Il présente l’intérêt d’offrir parfois des variantes qui ne se retrouvent dans aucun des trois autres principaux manuscrits. Il est conservé à la bibliothèque de l'université d'Uppsala (Suède).
- Manuscrit R - Le Codex Regius (cote GKS 2367 4°) a été rédigé dans la première moitié du XIVe siècle. Il est le plus complet des quatre manuscrits, et semble le plus proche de l'original. Son nom provient de sa conservation pendant plusieurs siècles à la bibliothèque royale du Danemark.
- Manuscrit W - Le Codex Wormianus (cote AM 242 fol) a été rédigé au milieu du XIVe siècle. Il fait toujours partie de la Collection arnamagnéenne (du nom d'Árni Magnússon) à Copenhague.
- Manuscrit T - Le Codex Trajectinus (cote 1374) a été rédigé vers 1600. Il s'agit d'une copie d'un manuscrit qui aurait été composé dans la seconde moitié du XIIIe siècle. Il est conservé à la bibliothèque de l'université d'Utrecht (Pays-Bas).

Quatre fragments nous sont en outre parvenus :
- Manuscrit A - Les Codices AM 748 4°, en deux fragments, ont été offerts en 1691 par Halldór Torfason, un petit-neveu de l'évêque Brynjólfur Sveinsson, à Árni Magnússon. AM 748 I 4° a été compilé entre 1300 et 1325. Il contient une partie de la Skáldskaparmál, de la Islendingadrápa de Haukr Valdisarson, mais aussi un traité de grammaire et de rhétorique et des poèmes eddiques[27].
- Manuscrit B - AM 757 a 4°, du XIVe siècle, contient également un morceau de la Skáldskaparmál, un autre du troisième Traité grammatical.
- Manuscrit C - Le AM 748 II 4° date d'environ 1400. Il comprend seulement une partie de la Skáldskaparmál dans une version très proche du Codex Regius[27].
- Le AM 756 4°, écrit entre 1400 et 1500, comprend quelques feuilles de la Gylfaginning et de la Skáldskaparmál.

L'absence, depuis la fin du XVe siècle et durant tout le XVIe siècle, de manuscrits peut s'expliquer notamment par le déclin économique de l'Islande, qui a été suivi par une stagnation culturelle vers la fin du Moyen Âge, mais également par la Réformation qui semble avoir monopolisé l'attention des Islandais sur les questions de foi ou encore sur la restructuration de la société.
Les manuscrits sont relativement dissemblables et, de ce fait, il a été débattu pour savoir quel manuscrit était le plus proche de l'original rédigé par Snorri Sturluson. Ainsi, Eugen Mogk le considérait comme étant le plus fidèle, tandis que Finnur Jónsson penchait plutôt pour le Codex Regius. Il n'a toujours pas été tranché lequel serait effectivement le plus authentique des manuscrits, mais le Codex Regius sert depuis de référence pour les universitaires, ce qui n'est pas sans conséquence tant dans l'étude historique des manuscrits, que dans l'interprétation des mythes.

### Éditions de référence
La première grande édition de l’Edda est celle de Jón Sigurdsson et Finnur Jónsson, Edda Snorra Sturlusonar. Edda Snorronis Sturlæi, parue à Copenhague de 1848 à 1887, sous l'égide de la Commission arnamagnéenne. Il s'agit de « la plus importante des éditions » : c'est sur elle que se fondent aujourd'hui encore les références aux chapitres de l'Edda.
« Souvent considérée comme l'édition de référence », l'Edda Snorra Sturlusonar udgivet efter Håndskrifterne, éditée par Finnur Jónsson, est parue en 1931 à Copenhague, toujours sous l'égide de la Commission arnamagnéenne.
Dernière en date, l'édition d'Anthony Faulkes est parue de 1982 à 1998 à Oxford et Londres.

## Dans la culture populaire
Dans L’Héritage de Christopher Paolini, l'Edda est le nom d'une rivière qui coule à l'ouest du désert du Hadarac et de l'Alagaësia, faisant le lien entre le royaume des nains des montagnes des Beors et le royaume des elfes sylvains du Du Weldenvarden.